# 벳쇼 다케히코
벳쇼 다케히코(일본어: 別所 毅彦, 1922년 10월 1일 ~ 1999년 6월 24일)는 일본의 전 프로야구 선수이자 지도자 및 해설가·평론가이다.
일본 효고현 고베시 태생이며 구명 및 본명은 ‘벳쇼 아키라’(別所 昭)이며 별명은 ‘베-양’(べーやん) ‘도깨비 교관’(鬼軍曹)으로 알려져 있다.

## 인물

### 프로 입단 전
다키가와 중학교에서 야구부에 소속되어 있었다. 1935년 전국 중등 학교 야구 우승 대회에 첫 출전한 야구부의 입단 테스트는 매우 치열했다.
또한 짧은 기간 동안이지만 사와무라 에이지와도 안면이 있었다. 당시 벳쇼에게 사와무라는 동경하는 슈퍼스타이며 쉽게 말을 걸기도 어려웠지만 벳쇼는 과감하게 "어떻게하면 사와무라씨와 같이 빠른 공을 던질 수 있습니까?"라고 물었다. 그러자 사와무라는 약간 생각한 뒤에 "달려라"라고 대답했다고 한다. 많은 유명한 대 투수처럼 벳쇼도 러닝을 소중히하게 되었다. 벳쇼에 따르면 러닝은 하체 강화 효과는 물론 팔을 흔들어 투구에 필요한 유연한 팔의 휨을 창출하는 효과가 있다고 한다.
제 2차 세계 대전이 격화된 1941년 팀의 에이스로 제18회 전국 고등학교 야구 선수권 대회에 출전했다. 아오타 노보루와 벳쇼가 있었던 다키가와 중학교는 우승 후보였다. 하지만 준준결승의 기후 상업 고등학교와의 대전에서 9회 초 아오타의 땅볼을 기후 상고의 3루수가 악송구하여 1루 주자였던 벳쇼가 홈으로 파고들었지만 홈에서 클로스 플레이로 인해 왼쪽 팔꿈치를 골절당했다. 벳쇼는 계속해서 던졌으나 연장 12회 말 통증이 계속되자 결국 강판. 팀은 연장 14회 말에 끝내기 패배를 당했다.
이 벳쇼의 역투에 다음날 오사카 마이니치 신문 고베판은 "울지마라 벳쇼, 센바츠 꽃이었다"라는 찬사를 보냈으며, 이는 현재까지 벳쇼의 대명사로 남아 있다.
다키가와 중학교 졸업 후에는 게이오 대학에 진학하려 했으나 야구 특기생 제도가 없어져 니혼 대학에 진학하게 되었다.

### 프로 입단 후
1942년 가을, 벳쇼는 도쿄 자이언츠와 입단 계약을 맺었다. 상경해 있던 중 감독인 후지모토 사다요시와 알게 되었기 때문이다. 하지만 어머니와 형이 벳쇼를 가까이 두고 싶어해 난카이군과 계약을 했다. 요미우리 측은 연맹에 제소했지만 친권자의 계약이 우선한다는 판결로 난카이에 입단하게 되었다. 이 입단 경위는 훗날 "철수 사건"의 복선이 된다. 2년차인 1943년 5월 26일 야마토군과의 경기에서 노히트 노런을 달성했다. 또한 5월 30일 야마토와의 경기에서 아쉽게 2경기 연속 노히트 노런을 놓쳤지만, 1피안타 완봉승을 거두었다. 이 해에 14승을 올려 난카이의 에이스로 성장했다.
1946년 그레이트링의 에이스로서 19승을 올려 난카이군의 창설 이래 첫 우승에 공헌했다. 7월 15일 도야마현 다카오카시의 긴키 그레이트링(현재의 후쿠오카 소프트뱅크 호크스)와 골드 스타(1946년 창단, 지바 롯데 마린스의 방계)의 경기에서 골드 스타를 7피안타로 막으며 26대 0이란 점수차로 최대 점수차 완봉승을 거두었다. 59년 후인 2006년 지바 롯데 대 라쿠텐전에서 26대 0 완봉승 경기가 재현되기도 했다.
1947년에는 "한 시즌 47경기 완투"라는 대기록을 작성했다. 벳쇼는 이 기록을 가장 자랑스럽게 생각하여 후일 테레비 프로그램인 "산만노만마"에 출연했을 때 가장 먼저 이 기록을 자랑하기도 했다.
1948년에도 26승(24선발승)을 거두어 우승에 공헌했다. 그러나 1948년 시즌이 끝난 후 이른바 "벳쇼 빼내기 사건"이 발생하여 요미우리로 이적하지만 2개월 출장 정지 처분을 받았다. 1952년 쇼치쿠 로빈스와의 경기에서는 9회 2사까지 퍼펙트 게임을 기록하고 있었으나 칸자키 야스타카에게 내야 안타를 맞고 퍼펙트 게임을 놓치기도 했다. 이후 오랫동안 요미우리의 에이스로 군림했으며 1952년 기록한 26선발승은 같은 해 프랜차이즈 제도 시행 후 역대 정규시즌 최다 선발승 MVP의 최고 기록이기도 하다.
1958년 팀은 우승했지만 벳쇼는 13시즌 연속 두 자릿수 승리가 중단되었다. 시즌 종료 이후 계약 갱신의 자리에서 "35경기 등판"을 조건에 넣도록 요청하여 선수 기용은 "감독의 전권 사항"이라는 미즈하라 시게루 감독과 정면으로 대립하여 매스컴에서 다루어지기도 했다. 그 해 벳쇼의 등판 수는 26경기로 줄어들어 이대로라면 앞으로 8승(당시 통산 최다승 보유자였던 빅토르 스타루힌의 승리 수는 301승이었다)을 더 기록하지 못해 통산 최다 승리 기록을 경신하지 못할 것이란 생각이었기 때문이다. 그러나 결국 벳쇼는 잘못을 인정하여 요청을 철회했고, 미즈하라도 가능한 한 벳쇼의 뜻에 따르도록 기용하는 것으로 자리를 잡았다.
1960년 빅토르 스타루힌이 보유하고 있던 통산 최다 승리 기록을 경신했다.
1961년에는 선수 겸임 코치가 되었으나 등판은 하지 않았다. 같은 해 감독이 된 가와카미 데쓰하루를 지탱하면서 "교관"의 역할을 했다. 그러면서 팀은 1955년 이후 6년 만에 일본 정상을 탈환했다. 이 해를 끝으로 은퇴, 통산 310승(264선발승)은 당시 일본 프로 야구 최다 승리 기록이었다(2년 후 가네다 마사이치가 경신). 또한 요미우리 시절에 기록한 221승(169선발승)은 현재까지도 구단 내 최다 승리 기록(통산 최다 선발승 - 호리우치 쓰네오 183선발승)이다. 사와무라 에이지상은 1947년과 1955년에 두 차례 수상했다.

### 그 후
1962년부터 코치로 선임되었다. 하지만 같은 해 7월 나고야의 숙소에서 나카무라 미노루가 당시 금지되었던 맥주를 마셔 주간지의 기사가 나 문제가 표면화되었고, 구단에서 근신 처분을 받았다. 가와카미는 벳쇼을 즉시 해임하지 않고 냉각 기간을 두기 위하여 벳쇼를 2군에 배치하는 방안을 생각하고 있었다. 하지만 벳쇼는 가와카미가 본인을 적극적으로 보호해주지 않았다고 생각하여 시즌 중간에 사임했다. 1963년에는 TBS의 야구 해설을 맡기도 했다.
1964년에 그라운드로 돌아와 다이요 웨일스에 투수 코치로 복귀했다가 1966년 사임했다. 이후 1968년 산케이 아톰스의 감독으로 취임했으나 1970년 시즌 내
두 번의 11연패(한번은 16연패)를 당하며 성적 부진으로 해임되었다. 당시 아톰스의 선수였던 도요다 야스미쓰는 "벳쇼씨는 의욕이 있는 분이었습니다만 선수의 취급 방법이 빈약했습니다. 기분을 짐작할 수 없었어요. 고시엔에서의 한신전에서 타선이 칠 수가 없어 진 적이 있었습니다. 벳쇼 감독은 겸임 코치였던 저에게 '타자는 숙소에 가는 길에 버스에서 내려라'라고 명령했습니다. 곤란한 일을 말하는 사람이라고 생각했어요. 하지만 그대로 했습니다. 그리고 숙소에 돌아와 보면 경영진은 모두 마작을 하고 있었습니다. 이런 일을 하는 팀은 정리될 수 없어요."라고 말했다. 한편 같은 아톰스의 선수였던 마쓰오카 히로무는 "어쨋든 달릴 수 밖에 방법이 없었다. 지금처럼 과학적으로 하는 교육이 없었으니까 쓰러질 때까지 달렸다. 하지만 그것이 결국은 좋았다고 생각한다. '부상없이 1년을 던지기 위한 기초는 3년간 만들었다'고 생각하기 때문에 연습도 습관도 능력이 아니고 체력이 다지는 것이다."라고 말하기도 했다.
이후에는 후지TV·문화 방송·일간 스포츠에서 야구 해설자를 맡았으며 1979년 야구 명예의 전당에 입성했다. 1992년부터는 가와카미 대신 요미우리 OB회 회장을 역임하기도 했다.
1999년 6월 24일 급성 심장 마비로 사망했다.

## 플레이 스타일
투수의 등판 간격에 대해 3일이 가장 좋다고 주장했다. 그 이상으로 간격이 비면 감독에게 대드는 일도 종종 있었다. 이러한 일로 인해 몸이 튼튼해 고등학교 때의 에피소드는 물론 은퇴까지 투수의 직업병이라고 볼 수 있는 어깨·팔꿈치 고장과 인연이 없었던 것이다.
타격이 좋았으며, 등판 일 이외에는 야수로 출전 한 적도 있다. 또한 프로 생활 중 보내기 번트 사인을 실행한 적이 없다. 투수로 출전하는 것이 기본이면서 통산 500안타를 기록한 것은 주목할 만한 점이다. 홈런도 통산 35개로 투수로 출전했을 때 31개를 기록하며 투수(로 출전 한 경기)의 홈런 숫자로는 가네다 마사이치와 요네다 데쓰야에 이어 역대 3위의 기록이다. 여기에는 1955년 6월 9일 주니치 드래곤스와의 경기에서 스기시타 시게루에게서 날린 끝내기 홈런도 포함되어 있다. 1946년 7월 15일의 골드 스타 전에서 그레이트링은 8회에 1이닝 11안타, 1경기 28안타 등을 기록하며 당시의 일본 프로 야구 기록이었던 26대 0으로 압승했는데, 당시 8회에 벳쇼는 홈런과 3루타를 기록하기도 했다.

## 상세 정보

### 출신 학교
- 구제 효고 현 다키가와 중학교
- 구제 니혼 대학(중퇴)

### 선수 경력
- 난카이군·그레이트 링·난카이 호크스(1942년 ~ 1943년, 1946년 ~ 1948년)
- 요미우리 자이언츠(1949년 ~ 1961년)

### 지도자·기타 경력
- 요미우리 자이언츠 투수 코치(1961년 ~ 1962년)
- 다이요 웨일스 투수 코치(1964년 ~ 1966년)
- 산케이 아톰스·아톰스·야쿠르트 아톰스 감독(1968년 ~ 1970년)

### 수상·타이틀 경력

#### 타이틀
- 다승왕 : 3회(1947년, 1952년, 1956년)
- 최우수 평균 자책점 : 1회(1955년)
- 최고 승률 : 1회(1948년)
- 최다 탈삼진 : 1회(1947년) ※당시는 타이틀이 아님

#### 수상
- MVP : 2회(1952년, 1956년)
- 사와무라 에이지상 : 2회(1947년, 1955년)
- 베스트 나인 : 6회(1947년 ~ 1948년, 1951년 ~ 1952년, 1955년 ~ 1956년)
- 일본 시리즈 MVP : 2회(1952년, 1955년)
- 일본 시리즈 최우수 투수상 : 1회(1955년)
- 일본 야구 명예의 전당 헌액자(1979년)

### 개인 기록
- 올스타전 출장 : 6회(1951년 ~ 1956년)
- 노히트 노런 : 1회(1943년 5월 26일, 대 야마토 전, 고베 시민 운동 공원 구장) ※역대 12번째
- 시즌 최다 완투 : 47회(1947년) ※일본 프로 야구 역대 최다 기록
- 49.1이닝 연속 무실점(1955년 7월 9일 ~ 7월 31일)
- 최소 투구 완투승 : 67구(1947년 8월 10일) ※8이닝만 투구

### 등번호
- 22(1942년 ~ 1943년)
- 12(1946년 ~ 1948년)
- 29(1949년)
- 11(1950년 ~ 1962년)
- 50(1964년 ~ 1966년)
- 60(1968년 ~ 1970년)

### 등록명
- 別所 昭(1942년 ~ 1948년)
- 別所 毅彦(1949년 ~ )

### 연도별 투수 성적
| 연 도       | 소 속                       | 등 판 | 선 발 | 완 투 | 완 봉 | 무 4 구 | 승 리 | 패 전 | 세 이 브 | 홀 드 | 승 률 | 타 자 | 이 닝  | 피 안 타 | 피 홈 런 | 볼 넷 | 고 4 | 몸 맞 | 탈 삼 진 | 폭 투 | 보 크 | 실 점 | 자 책 점 | 평 자 책 | W H I P |
| ----------- | --------------------------- | ----- | ----- | ----- | ----- | ------- | ----- | ----- | -------- | ----- | ----- | ----- | ------ | -------- | -------- | ----- | ---- | ----- | -------- | ----- | ----- | ----- | -------- | -------- | ------- |
| 1942년      | 난카이군 그레이트 링 난카이 | 2     | 1     | 1     | 0     | 0       | 0     | 1     | --       | --    | .000  | 59    | 13.0   | 11       | 0        | 6     | --   | 0     | 8        | 0     | 0     | 7     | 3        | 2.08     | 1.31    |
| 1943년      | 난카이군 그레이트 링 난카이 | 45    | 37    | 28    | 8     | 0       | 14    | 23    | --       | --    | .378  | 1333  | 319.1  | 210      | 0        | 193   | --   | 3     | 128      | 3     | 1     | 106   | 80       | 2.25     | 1.26    |
| 1946년      | 난카이군 그레이트 링 난카이 | 42    | 35    | 28    | 5     | 0       | 19    | 13    | --       | --    | .594  | 1381  | 325.0  | 292      | 4        | 136   | --   | 5     | 115      | 3     | 2     | 127   | 89       | 2.46     | 1.32    |
| 1947년      | 난카이군 그레이트 링 난카이 | 55    | 50    | 47    | 7     | 4       | 30    | 19    | --       | --    | .612  | 1791  | 448.1  | 376      | 6        | 135   | --   | 5     | 191      | 1     | 0     | 125   | 93       | 1.87     | 1.14    |
| 1948년      | 난카이군 그레이트 링 난카이 | 42    | 37    | 31    | 3     | 2       | 26    | 10    | --       | --    | .722  | 1272  | 319.1  | 270      | 10       | 76    | --   | 6     | 120      | 2     | 0     | 93    | 73       | 2.06     | 1.08    |
| 1949년      | 요미우리                    | 25    | 21    | 14    | 2     | 0       | 14    | 9     | --       | --    | .609  | 720   | 180.0  | 144      | 11       | 50    | --   | 2     | 91       | 1     | 0     | 58    | 47       | 2.35     | 1.08    |
| 1950년      | 요미우리                    | 43    | 32    | 27    | 8     | 0       | 22    | 11    | --       | --    | .667  | 1287  | 314.0  | 273      | 24       | 93    | --   | 4     | 157      | 1     | 1     | 114   | 89       | 2.55     | 1.17    |
| 1951년      | 요미우리                    | 47    | 30    | 25    | 4     | 4       | 21    | 9     | --       | --    | .700  | 1222  | 301.1  | 252      | 15       | 88    | --   | 1     | 131      | 3     | 0     | 112   | 82       | 2.45     | 1.13    |
| 1952년      | 요미우리                    | 52    | 41    | 28    | 7     | 6       | 33    | 13    | --       | --    | .717  | 1473  | 371.1  | 299      | 13       | 93    | --   | 6     | 153      | 5     | 1     | 107   | 80       | 1.94     | 1.06    |
| 1953년      | 요미우리                    | 32    | 23    | 16    | 4     | 1       | 16    | 8     | --       | --    | .667  | 781   | 191.1  | 179      | 10       | 43    | --   | 5     | 75       | 3     | 0     | 70    | 56       | 2.63     | 1.16    |
| 1954년      | 요미우리                    | 50    | 34    | 23    | 6     | 7       | 26    | 12    | --       | --    | .684  | 1279  | 330.0  | 269      | 13       | 50    | --   | 6     | 158      | 0     | 0     | 84    | 66       | 1.80     | 0.97    |
| 1955년      | 요미우리                    | 50    | 27    | 17    | 7     | 5       | 23    | 8     | --       | --    | .742  | 1197  | 312.0  | 241      | 12       | 45    | 1    | 2     | 152      | 1     | 0     | 65    | 46       | 1.33     | 0.92    |
| 1956년      | 요미우리                    | 54    | 35    | 26    | 5     | 9       | 27    | 15    | --       | --    | .643  | 1327  | 340.1  | 282      | 11       | 60    | 2    | 5     | 185      | 0     | 0     | 90    | 73       | 1.93     | 1.00    |
| 1957년      | 요미우리                    | 40    | 31    | 13    | 4     | 3       | 14    | 11    | --       | --    | .560  | 885   | 219.2  | 205      | 9        | 45    | 0    | 8     | 100      | 5     | 0     | 81    | 61       | 2.50     | 1.14    |
| 1958년      | 요미우리                    | 26    | 20    | 5     | 1     | 1       | 9     | 5     | --       | --    | .643  | 508   | 126.1  | 111      | 8        | 33    | 2    | 1     | 42       | 0     | 0     | 47    | 36       | 2.56     | 1.14    |
| 1959년      | 요미우리                    | 22    | 13    | 3     | 0     | 0       | 7     | 7     | --       | --    | .500  | 449   | 110.0  | 98       | 8        | 23    | 0    | 3     | 56       | 1     | 0     | 41    | 35       | 2.86     | 1.10    |
| 1960년      | 요미우리                    | 35    | 16    | 3     | 1     | 1       | 9     | 4     | --       | --    | .692  | 536   | 129.1  | 117      | 11       | 37    | 0    | 7     | 72       | 1     | 0     | 52    | 44       | 3.06     | 1.19    |
| 통산 : 17년 | 통산 : 17년                 | 662   | 483   | 335   | 72    | 43      | 310   | 178   | --       | --    | .635  | 17500 | 4350.2 | 3629     | 165      | 1206  | 5    | 69    | 1934     | 30    | 5     | 1379  | 1053     | 2.18     | 1.11    |

- 굵은 글씨는 시즌 최고 성적, 붉은색 글씨는 일본 프로 야구 역대 최고 성적.

### 감독으로서의 팀 성적
| 연도       | 소속                   | 순위       | 경기       | 승리 | 패전 | 무승부 | 승률 | 승차 | 팀 홈런       | 팀 타율       | 팀 평균자책점 | 연령          |               |
| ---------- | ---------------------- | ---------- | ---------- | ---- | ---- | ------ | ---- | ---- | ------------- | ------------- | ------------- | ------------- | ------------- |
| 1968년     | 산케이 아톰스 야쿠르트 | 4위        | 134        | 64   | 66   | 4      | .492 | 13   | 130           | 239           | 3.28          | 46세          |               |
| 1969년     | 산케이 아톰스 야쿠르트 | 5위        | 130        | 58   | 69   | 3      | .457 | 16.5 | 139           | .244          | 3.71          | 47세          |               |
| 1970년     | 산케이 아톰스 야쿠르트 | 6위        | 130        | 33   | 92   | 5      | .264 | 45.5 | 69            | .215          | 3.78          | 48세          |               |
| 통산 : 3년 | 통산 : 3년             | 통산 : 3년 | 통산 : 3년 | 342  | 143  | 190    | 9    | .429 | B클래스 : 3회 | B클래스 : 3회 | B클래스 : 3회 | B클래스 : 3회 | B클래스 : 3회 |

- 산케이는 1969년 아톰스로 구단명을 변경했다가 1970년 다시 야쿠르트 아톰스로 이름을 변경함.
- 1966년부터 1996년까지는 130경기제.
- 1970년 성적 부진으로 8월 18일 해임, 감독 대행은 오가와 요시하루.
- 1970년 결장한 52경기(12승 3무 37패)는 감독 통산 성적에 포함되지 않음.

1. ↑  정철우 (2011년 3월 25일). “日대지진, 巨人 역사도 바꿨다…개막 연기 확정”. 이데일리. 2020년 9월 8일에 확인함.